# جوشن فيلدمان
جوشن فيلدمان (بالألمانية: Jochen Feldmann) (و. 1961 – م) هو فيزيائي، وأستاذ جامعي من ألمانيا . ولد في أولبه.

## مناصب وهيئات
أدار جامعة لودفيغ ماكسيميليان في ميونخ.

## جوائز
حصل على جوائز منها:
- صليب وسام الاستحقاق من جمهورية ألمانيا الاتحادية (2001)
- Walter Schottky Prize [الإنجليزية]‏ (1995)
- Gerhard-Hess-Preis  [لغات أخرى]‏ (1994).